# 高效滤网

HEPA過濾器的功能描述

高效濾網（英語：High-Efficiency Particulate Air，即高效率空氣微粒子過濾網，簡稱HEPA）是一種用于空氣净化的器材。
HEPA高效濾網除了攔截大顆粒懸浮物、黴菌孢子、煙霧等...難聞氣味外，亦可遠離過敏源、細菌；可廣泛用於醫療院所、藥廠、航空業、食品業、研究單位、電子廠、無塵室。
濾網的標準由美國能源部設定，對粒徑在0.3μm的粒子，
過濾效果約為DOP 99.97%以上。通常使用的高效濾網可達到99.99%的攔截效率，也有更高或相對低一些的品項，各國有相應的規格標準。高效濾網的過濾材質通常由不規格分佈的化學纖維（例如：聚丙烯纖維、聚丙烯、聚酯纖維、不織布）或玻璃纖維製成，直徑約0.5到2.0微米，透過微觀的絮狀結構，去除0.5µm以上之微粒。
用於空氣净化的濾網，按過濾效率由低至高，命名为初效濾網、中效濾網、高效濾網及比超高效濾網。

## 技术规格

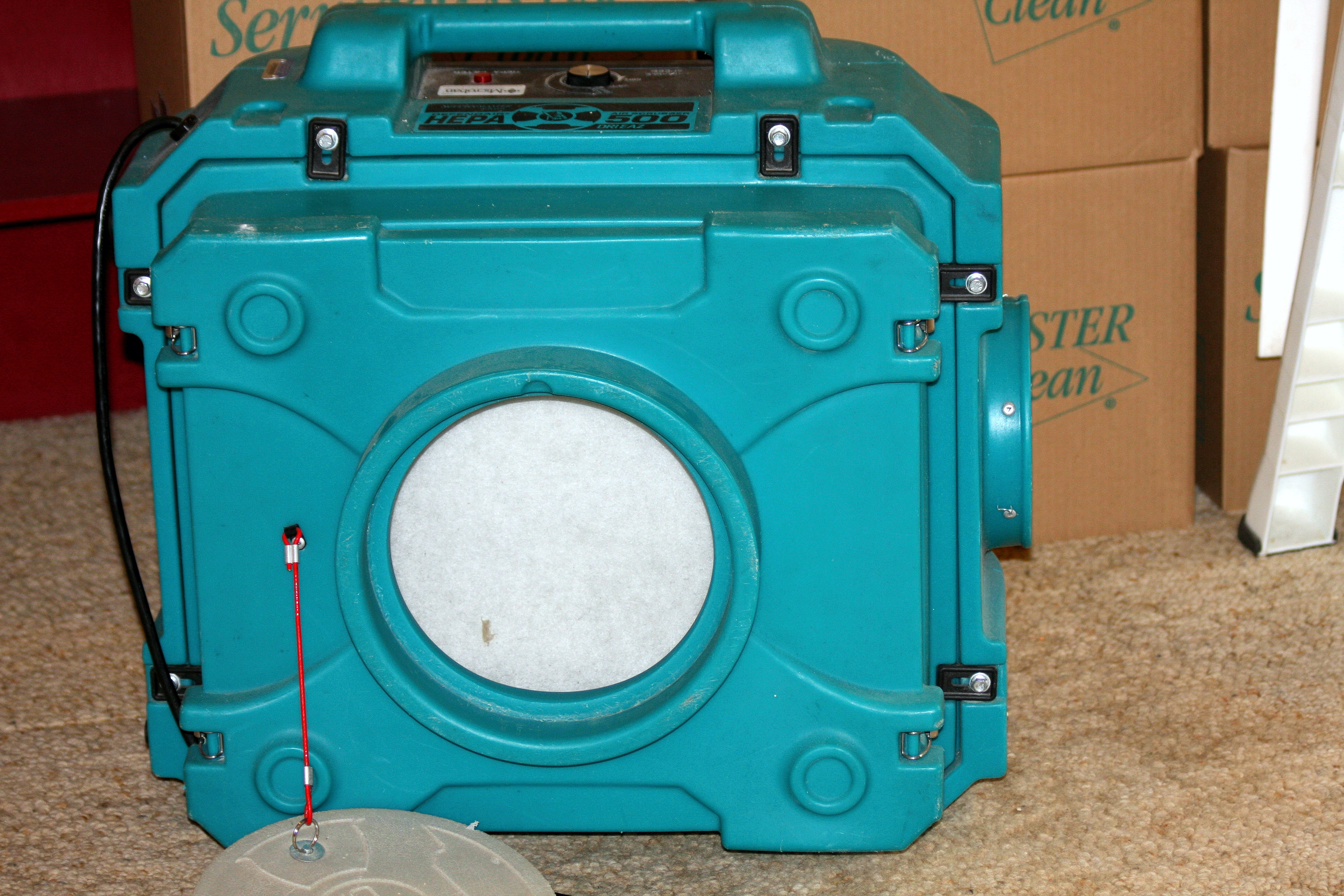
一种便携式HEPA过滤装备，用于火灾后或生产过程中的空气净化

根据美国能源部（DOE, United States Department of Energy）公布，HEPA滤网应当至少过滤99.97%直径 ≧ 0.3微米(µm)的空气中的颗粒。这也是大多数美国工业部门采纳的标准。滤网的最小气流阻力，或者压降，通常规格为在其标称流量下，为300帕斯卡。ULPA濾膜 (U15-17) 能過濾>=99.999% 0.12um 的粒子,細菌和真菌等。
欧盟国家中，该技术规范通常也以欧洲标准化委员会以EN 1822:2009.呈现。其根据最易穿透粒径的过滤效果(MPPS)，定义了HEPA滤网的几类等级：
| HEPA等级  | 濾淨率 (total) | 濾淨率(local) |
| --------- | -------------- | ------------- |
| E10       | > 85%          | ---           |
| E11 (H11) | > 95%          | ---           |
| E12 (H12) | > 99.5%        | ---           |
| H13       | > 99.95%       | > 99.75%      |
| H14       | > 99.995%      | > 99.975%     |
| U15       | > 99.9995%     | > 99.9975%    |
| U16       | > 99.99995%    | > 99.99975%   |
| U17       | > 99.999995%   | > 99.9999%    |

如今，HEPA等级适用于任何能够达到其同等过滤表现的高效滤网，同时也相当于美国国家职业安全卫生研究所最近的防毒面具滤网N100等级。美国能源部则对由其管理应用的HEPA有特定要求。除此之外，生产厂商开始使用“真HEPA”这類銷售术语，以此向消费者保证它们的滤网确实符合HEPA标准
有些声称是“类HEPA”或“99%HEPA”的产品并不能达到以上标准，还可能未经过独立实验室的测验。这些产品中一部分尚可接近HEPA标准，而其余的则表现得不尽人意。

## 采用HEPA標準的家居物品
- 吸塵機
- 空氣清淨機

## 外部連結
- TSI Application Note ITI-041: Mechanisms of Filtration for High Efficiency Fibrous Filters
- US Department of Energy HEPA website
- US DOE-STD-3020 HEPA Filters Used by DOE Contractors, 2005 Edition Warning: 100k PDF
- DOE HDBK-1169-2003; DOE Handbook Nuclear Air Cleaning Handbook
- Nuclear Air Cleaning Conference Proceedings
- ASME AG-1, Section FK, Special HEPA Filters
- American Society of Heating, Refrigerating and Air-Conditioning Engineers （页面存档备份，存于）
- Recommended Practice on HEPA and ULPA Filters （页面存档备份，存于）
- How HEPA filters work （页面存档备份，存于）
- Understanding HEPA Filters and the 0.3 Micron Standard （页面存档备份，存于）